# Parafia Przemienienia Pańskiego i św. Maksymiliana Marii Kolbego w Dąbrówce Wielkiej
Parafia Przemienienia Pańskiego i św. Maksymiliana Marii Kolbego w Dąbrówce Wielkiej – parafia rzymskokatolicka, znajdująca się w archidiecezji łódzkiej, w dekanacie zgierskim.
Według stanu na miesiąc luty 2017 liczba wiernych w parafii wynosiła 1000 osób.